# Ersatzbefriedigung
Als Ersatzbefriedigung wird in der Psychoanalyse eine Handlung mit Lustgewinn an einem Ersatzobjekt bezeichnet. Dies gilt speziell, wenn das eigentliche Ziel nicht erreichbar ist, bzw. durch Verbote, Tabus usw. „blockiert“ ist oder aber aus bestimmten Gründen verdrängt wird. Damit gehört die Ersatzbefriedigung zu den Abwehrmechanismen des Ichs.(a)
Viele seelisch Gesunde lenken oft, zum Teil unbewusst, Wünsche so um, dass sie durch ein Ersatzobjekt Befriedigung finden. Damit werden Primärvorgänge reaktiviert.(b) Die Verschmelzung mit einem Ersatzobjekt führt zwar zu Lustgewinn, dieser aber wird ggf. erkauft mit einer Beeinträchtigung und Reduktion des Strukturniveaus oder mit einem gewissen Wandel an Identität, je nachdem wie realitätsgerecht und unweltbezogen dieses Arrangement eben ist.

## Konflikt oder Defekt
Anna Freud hat zwei verschiedene Möglichkeiten des Ausgangs von Entwicklungsstörungen angenommen: Konflikt oder Defekt. Die psychoanalytische Theorie war ursprünglich triebdynamisch bestimmt. Eine „Höherentwicklung“ erscheint möglich durch Sublimierung, letztlich als Umwandlung von Libido.(a) Gelingt diese Konfliktverarbeitung jedoch nicht, so ist nur eine weniger optimale Ersatzhandlung möglich, die eine mehr oder weniger ökonomisch inadäquate Umsetzung der Triebenergie darstellt. Schlimmstenfalls ist von einer andauernden Triebeinschränkung auszugehen, die das Ziel der Entwicklung (hinreichendes Strukturniveau) nicht erreicht. Dieses Ziel wird hinsichtlich der biologischen und organbezogenen Triebquelle, des mehr oder weniger konkret gegebenen Objekts, der individuellen Strebungen oder des kulturell bestimmten Endpunkts der Entwicklung nicht nur nicht erreicht, sondern regressiv ins Gegenteil umgekehrt. Ersatz schafft keine echte Zufriedenheit. Die Konfliktspannung bleibt ganz oder teilweise bestehen. Durch Regression wird einzig und allein Lustgewinn angestrebt und auch erreicht.(a)

### Sucht als Modell für Ersatzbefriedigung
Sucht erfüllt den Modellcharakter dieser Auffassung. Die unerfüllten Erwartungen führen dann zu Wiederholungen des eigentlich als unzureichend erkannten Verhaltens, ja regelmäßig auch zur Steigerung des Suchtmittels.(c) Lustgewinn wird dann sozusagen auf einer „tieferen“ Stufe der Entwicklung erzielt. Die Neurose und ihre verschiedenen als belastend und ich-dyston empfundenen Symptome ermöglichen die individuelle Weiterentwicklung (Symptomneurose), weil die entsprechende Konfliktspannung und das hierdurch hervorgerufene Unbehagen die Suche nach andern geeigneten Partialobjekten immer wieder neu befördert. Das Symptom wird somit auch als „Plombe“ angesehen, weil es eine „Lücke im Ich“ ausfüllt (Plussymptomatik) und nicht nur als direkte Folge eines Entwicklungsschadens gilt  (Negativsymptomatik). Dagegen ist die Charakterneurose als ein eher verfestigter und ich-synton empfundener Dauerzustand infolge von Reaktionsbildung zu betrachten, der keine oder kaum noch Entwicklungspotentiale enthält und daher die ungünstigere Alternative darstellt.(b)

### Psychoneurosen und Variationen des strukturellen Mangels
Eine allgemein anerkannte einheitliche Systematik der Neurosenlehre gibt es nicht.(b) Dem steht die Vielfalt menschlicher Verhaltensweisen im Wege. Es bestehen nur verschiedene Gesichtspunkte der Betrachtung, insbesondere der Beschreibung von Symptomen oder der Aufdeckung neurotischer Motivationen. Die auf Sigmund Freud bereits aus seinen frühen Schriften (z. B. GW I 506) zurückgehende Bezeichnung der Ersatzbefriedigung betont die Bedeutung der Objektbeziehung. Diese Betonung des Objekts war auch der Grund für seine spätere Unterscheidung zwischen Übertragungsneurosen und den von ihm so bezeichneten „narzisstischen Neurosen“ (Schizophrenie und Depression). Letztere weisen nach Freud eine gestörte Objektbeziehung auf. Die Intentionalität ist bei dieser Unterscheidung Freuds entweder vorzugsweise auf sich selbst oder auf andere gerichtet. Freud hatte zuerst die Psychoneurosen von den Aktualneurosen abgegrenzt.(a)
Stavros Mentzos hält es zusammen mit Sven Olaf Hoffmann für erforderlich, zwischen gesundem und krankem Charakter zu unterscheiden, um keine Missverständnisse aufkommen zu lassen, weil Charakterbildung nicht generell als nachteilig dargestellt werden kann. Der negative Charakterzug, wie er hier gemeint ist, kommt eher in den älteren Begriffen der Psychopathie und Soziopathie zum Ausdruck, insbesondere aber in deliktischem Verhalten.(d) Als krisenhafte Variation des strukturellen Mangels ist auf die Suizidalität hinzuweisen.
Heute wird die Ersatzbefriedigung nicht nur triebdynamisch, sondern auch als Ausdruck von Ich-Schwäche oder im Extremfall als Ich-Defekt angesehen. Diese neuere Betrachtungsweise der Selbstpsychologie geht auf Sándor Radó (1926) zurück. Sie berücksichtigt die Tatsache, dass die Rückwärtsentwicklung nicht nur durch triebdynamische Regression, sondern auch durch narzisstischen Rückzug von der Umwelt und insbesondere von den Bezugspersonen begünstigt wird. Auf die doppelte Bedeutung von „narzisstisch“ als (1) regressiv im Falle des „sekundären Narzissmus“ und (2) für die Entwicklung (Strukturierung) und für die fortwährende Konsolidierung des eigenen Selbsts erforderliche positive Bedürfnisbefriedigung auch beim Erwachsenen wird ausdrücklich hingewiesen. Diese besondere Art und Weise der letzteren Möglichkeit wird als überwiegend persönlichkeitsnah und als nicht nur biologisch-triebbedingt betrachtet.(e) Diesen zweiten Weg der Kompensierung im Sinne einer Ersatzbildung oder „Plombe“ nach Sven Olaf Hoffmann beschreibt auch Erich Fromm im Sinne einer falsch verstandenen Selbstlosigkeit, in Wahrheit also eines defizitären und strukturellen Mangels der Persönlichkeit. Die „Plombe“ kann etwa im Wege der versuchten Sublimierung die Form eines Helfersyndroms annehmen.

## Übergangsobjekte

Die Vorstellung (1 = Sternsymbol) des Kindes (b) in der Mutterbeziehung (a) wird durch das Übergangsobjekt (2 = Teddy) ersetzt

Eine besondere Art von Ersatzobjekten stellt das von Donald W. Winnicott beschriebene Übergangsobjekt dar. Die Besonderheit besteht darin, dass ein Kuscheltier, ein Schmusetuch, eine Schmusedecke oder etwa nur der eigene Daumen einen symbolischen Ersatz für die Mutter bei Kindern im Alter von 4–12 Monaten darstellt. Der vorübergehende, aber subjektiv oft auch beharrlich fixierte Gewinn für das Kind liegt in der Externalisierung eigener Bedürfnisse in der Verhaltensebene.(f) Die Frage, ob spielerische Interessen des Kindes neben Entfaltung von Kreativität auch den Charakter von Ersatzobjekten annehmen können, stellt sich angesichts des wachsenden Gebrauchs zum Zeitvertreib von Minicomputern und Handys bei Abwesenheit von elterlichen Bezugspersonen. Dies gilt nach Mentzos zumindest für die Spielsucht bei Erwachsenen sowie für die früher als (instinktive) Monomanien bezeichneten impulsiven Verhaltensweisen wie Poriomanie, Kleptomanie und Pyromanie usw.(g) Bei Kindern ist die Fähigkeit zum Bedürfnisaufschub eher noch wesentlich geringer als bei Erwachsenen. Sie beginnt sich erst ab dem 2. bis 4. Lebensjahr zu entwickeln.(b)